# ژست (ترانه ریانا)
«ژست» (انگلیسی: Pose) ترانه‌ای است که توسط خواننده باربادوسی ریانا برای هشتمین آلبوم استودیویی خود، آنتی (۲۰۱۶) ضبط شده‌است. این یکی از سه ترانه جایزه است که در نسخه لوکس آلبوم موجود است.